# 준아동 포르노
준아동 포르노(영어: Simulated child pornography)란, 아동 포르노에 준하는 것, 즉 "피사체가 실재하는지 아닌지를 불문하고, 18세 미만의 아동의 성적인 자태나 학대 등을 사실적으로 묘사한 것"이다. 가상 아동 포르노로도 불린다.
대한민국에서는 흔히 아동 포르노의 규제 대상의 근거로 사용되는 법률인 아동·청소년의 성보호에 관한 법률에서 정의한 아동 포르노 중 표현물로 분류되는 것을 딴 준말로 가아청, 가아청물로 불린다.

## 준아동 포르노의 기준
준아동 포르노의 기준은 다음과 같으며, 대개 다음과 같다.
- 만화, 애니메이션, 게임 소프트웨어 등에서 성적인 행동을 하는 것으로 표현된 캐릭터
- 성년(국제적 기준 만 18세 이상)인 인물이 아동을 연기하는 경우.

캐나다, 뉴질랜드 등 국가에 따라 아동 포르노와 준아동 포르노는 동일시되고 금지 처분도 받고 있지만 일본 법학에서는 둘을 구별하는 경우가 많다. 그러나, 일본에서도 컴퓨터 그래픽 묘화에서도 실재의 아동을 모델로 했을 경우는 아동 포르노로 간주하는 2016년 도쿄 지방 법원의 판결도 있다.

## 용어
- 준아동 포르노(일본어: 準児童ポルノ 쥰지도오포루노[*]): "피사체가 실재하는지 아닌지를 불문하고, 아동의 성적인 자태나 학대 등을 사실적으로 묘사해 아동 포르노에 준한다는 의미로 사용되는 단어로, 일본에서 사용되기 시작한 단어이다. 2008년, 일본 유니세프 협회(유니세프의 민간 협력 단체), ECPAT/스톱 어린이 매춘의 모임 등이 마이크로소프트, 야후!의 협력을 얻어 공동으로 실시한 '없자! 어린이 포르노 캠페인'에서 처음 사용된 단어이다.[4]
- 가상 아동 포르노
- 비실재 청소년(일본어: 非実在青少年、ひじつざいせいしょうねん 히지쓰자이세이쇼오넨[*])
- 가아청, 가아청물: 대한민국에서 흔히 불리는 준아동 포르노를 칭하는 단어로, 아동 포르노의 규제 대상의 근거로 사용되는 법률인 아동·청소년의 성보호에 관한 법률에서 정의한 아동 포르노 중 표현물로 분류되는 것을 딴 준말이다.
- 허구의 아동 포르노(Fictional child pornography)
- Simulated child pornography
- Virtual child pornography: 가상현실에 가까운 가상 아동 포르노를 지칭하는 단어이다.

## 세계 각국의 준아동 포르노의 동향

### 대한민국
대한민국에서는 2011년 어린이를 대상으로 한 강간살인사건이 잇따르자 아동·청소년의 성보호에 관한 법률(일명 아청법)이 개정되면서 아동 포르노의 범위에 표현물이 추가되었고 소지시 처벌에 최대 1년의 징역형이 추가되었다.(대한민국에서 아동 포르노 소지시 처벌은 2008년부터) 아동 청소년의 성보호에 관한 법률에서 정의하는 표현물은 만화, 애니메이션으로 묘사한 창작물과 실사 영상물 기준으로 성인이 교복 차림의 청소년을 연기한 성적인 표현물(배우가 교복 차림의 청소년을 연기한 어덜트 비디오 작품 등)를 말한다. 표현물 가운데 전자가 흔히 불리는 준아동 포르노로 이를 한국에서는 흔히 가상 아동·청소년 포르노 또는 가상 아동·청소년 이용 음란물, 이를 줄인 가아청, 가아청물으로 부른다.
중앙일보에 따르면 2012년 10월부터 12월에만 아동청소년음란물 소지 유포자를 내려받는 등의 이유로 수천 명이 적발됐다. NPO·우구이스 리본의 오기노 코타로에 의하면, 한국 경찰 당국도 이 법률을 의문시하는 의견이 나오고 있다. 규제 대상은 세는 나이 기준의 20세 미만(만 18세에 도달한 후 최초 12월 31일이 지날 때까지, 만 19세가 되는 해의 1월 1일이 되기 전)이므로 일본의 아동 포르노 금지법보다 엄격하다.
법정 처벌형량은 실재 아동 포르노의 제작, 유포, 소지 시의 법정 형량과 동일하며, 2020년 n번방 사건의 여파에 의한 아동·청소년의 성보호에 관한 법률이 개정되면서 준아동 포르노의 제작, 유포, 소지 시의 법정 처벌형량도 강화, 시청 시의 처벌조항까지 추가되었다.

### 일본
가공의 아동을 취급한 포르노 작품(회화·일러스트·만화·게임 등)에 관해서, 일본에서는 2016년 정부가 "실재 아동을 묘사한 것에 한정되어, 실재하지 않는 아동에 관한 규제를 실시하는 국제약속상의 의무는 현시점에서 존재하지 않는다"라는 견해를 보이고 있어, 규제의 대상이 되고 있지 않다.
2007년 9월에 내각부가 실시한 조사에서는 「가공의 아동」 「실재하지 않는 아동」의 성행위 등을 그린 만화나 그림을 규제의 대상으로 해야 한다고 하는 응답이, 어느 쪽인가 하면 규제해야 할(27.6%)과 합해 86.4%로 되어 있어, 적어도 어떠한 규제가 필요하다는 응답이 대세를 차지했다. 다만, 질문에서는 「아동」의 정의 연령이나 「규제」의 구체적 내용은 명시되어 있지 않았다. 한편, 인터넷상에 있어서의 조사 결과는 규제가 필요 없다는 회답이 대부분을 차지했다. 참의원 의원 마츠우라 다이고는, 법무성이 "만화나 일러스트가 청소년의 인격 형성에 영향을 준다고 하는 데이터"가 없다고 법무위원회에서 회답한 후에도, 앞에서 열거한 내각부 조사 결과를 국회의원에게 배포하고 있는 것을 문제로 하고 있다.

### 뉴질랜드
뉴질랜드에서는 1993년 영화, 영상 및 출판물 분류법에 의해 아동의 성행위나 나체를 그린 영상이나 출판물을 '부적절한 것'으로 하여 출판·전달을 형사처벌 대상으로 삼았다. 2004년에, 일반용 애니메이션 작품인 푸니푸니☆포에미(ぷにぷに☆ぽえみぃ)가 아동 포르노로 인정되어 발매금지 처분을 받았다.

### 영국
영국에서는 2009년 검시관 및 사법법에 의해 아동의 성기나 성행위를 묘사한 만화나 CG도 포함한 화상을 규제받아 동법이 시행된 2010년 4월부터 형사처벌 대상이 되었다.

### 캐나다
아동 포르노를 전면 규제하고 있는 캐나다에서는 준아동 포르노에 해당하는 작품도 "도덕을 타락시키는 죄"로서 형사처벌의 대상이 되고 있으며(1993년 형법전 163조: Child Pornography), '(a)사실이든 픽션이든 범죄의 실행을 다루는 것(b) 범죄의 실행 전후를 불문하고 사실이든 픽션이든 범죄의 실행과 관련된 이벤트를 다루는 것'이 '범죄 코믹'으로서 형사처벌의 대상이 되고 있다.

### 미국
미합중국에서는 준아동 포르노를 전면 규제하던 아동 포르노 금지법(Child Pornography Prevention Act of 1996: CPPA)이 2002년 애쉬크로프트 대 표현의 자유연합 재판에서 헌법 수정 제1조(언론, 출판 등의 자유) 위반으로 위헌 판결을 받았다. 그러나 2003년에 새로 시행된 PROTECT Act of 2003에서는 범위를 좁혀 대법원이 정의하는 외설의 범주에 해당하는 것은 회화나 만화 등의 '가상 아동 포르노(Virtual child pornography)'도 규제 대상으로 삼았다.실제로, PROTECT Act of 2003을 적용한 음란 아동 포르노 만화 소유의 죄로 체포자도 나오고 있다. 또한 CPPA에 대한 위헌 판결에서는 가상적인 작품이 아동에 대한 성적 착취로 이어진다는 정부측의 주장을 그 인과관계가 명백하지 않다고 일축하고 가상적인 아동 포르노가 유통되면 오히려 불법적인 아동 포르노는 사라지는 것이 아닌가 하는 인식이 나타나고 있다.

## 준아동 포르노(창작물)의 논점과 문제

### 정의
나라마다 정의하고 있는 아동 포르노를 규제하는 법률의 정의는 매우 모호하다. 대한민국의 아동·청소년의 성보호에 관한 법률, 일본의 아동매춘, 아동포르노에 관한 행위 등의 규제 및 처벌 및 아동의 보호 등에 관한 법률의 정의는 매우 모호하다.
일본의 경우, 아동 포르노 금지법의 정의는 매우 모호하며 준아동 포르노가 만약 일본 유니세프의 요망대로 규제될 경우, 성교 묘사뿐만 아니라 단순한 알몸조차도 규제의 대상 내에 들어갈 우려가 있다고 지적되고 있으며, 일본 법학계에서는 가상 아동 포르노에 대한 규제에 대해서는 부정적인 견해가 많다. 아동포르노란 실제 아동의 인권침해를 수반하는 것만을 의미하는 것으로, 그 본질을 벗어난 범위 밖의 표현물은 일체 '아동 포르노' 라고 표현해서는 안 된다고 하는 정보학상의 견해도 있다.

### 정의 연령
18세 미만의 아동의 외모를 가진 경우를 그 대상으로 하고 있는 준아동 포르노의 정의에 대해 '18세 이상의 인물이 18세 미만을 연기한' 포르노그래피가 규제대상에 포함되어 규제의 대상으로 하는 범위가 쓸데없이 확대될 수 있다고 우려되고 있다.
만화·애니메이션·게임(특히 소년 만화·어린이용 애니메이션)등의 캐릭터는, 굳이 연령을 미상으로 해, 극중에서도 언급되지 않는 캐릭터도 많다. 실제 인물과 달리 나이를 확인할 수 없기 때문에 공식적인 나이 설정이 이뤄지지 않으면 18세 이상인지 여부를 판단하는 것은 사실상 불가능하다.
특히 성인 게임에 있어서 현저하고, 또 컴퓨터 소프트웨어 윤리 기구의 규정에서도 "성교섭을 실시하는 상대가 18세 미만이어서는 안 된다" "연령(이 18세 미만인 것)을 특정할 수 있는 묘사를 해서는 안 된다"라고 되어 있기 때문에 "성교섭을 실시하는 캐릭터는 18세 이상이다"라고 강조하는 케이스도 있다.
"외모는 아이이지만, 설정상 성인"이라고 되어 있는 경우나, "외모는 성인이지만, 설정상으로는 아이"의 경우 등은 어떻게 되는가라는, 구체적인 "아동 포르노"의 정의에 대해서는 일절 제시되어 있지 않다.그 이외에도, 특수한 마법이나 약등으로 아이가 일시적으로 성인의 육체가 되거나, 반대로 성인이 아이의 육체가 된다고 하는 씬이 들어가 있는 작품도 많이 존재하고 있어, 그러한, 육체가 변화한 캐릭터의 취급에 대해서는 어떻게 되는지도 마찬가지로 불명이다.
만화 등에 등장하는 캐릭터는 인간만이 아니다. 캐릭터로 의인화된 동물이나 천사, 악마, 요정, 외계인 같은 현실 세계에 존재하지 않거나 존재를 확인하지 못한 종족의 캐릭터도 다수 존재한다.작품에 따라서는 "10세에 성인을 맞이하는 종족"이라고 하는 설정이 되어 있는 종족이 등장하는 경우도 있어, 그러한 종족에 속하는 10세의 캐릭터가 성행위를 실시했을 때는 아동 포르노로서 취급되는지 어떤지는 확실하지 않다. 아동권리협약에서는 아동을 인간(human being)으로 정의하고 있다.

### 표현의 자유
그 밖에도 표현의 자유를 침해한다는 지적이 있다.
일본의 경우, 일본유니세프협회의 캠페인에 대해 일본국 헌법 제21조가 보증하는 표현의 자유를 제한할 수 있는 규제내용으로서 언론에서 문제점의 지적이 잇따라 mixi에서는 일본유니세프협회의 캠페인에 반대하는 커뮤니티가 시작되어 「Movements for Internet Active Users(MIAU)」에 의해 일본유니세프협회 앞으로 2008년 3월 28일을 기한으로 하고 있던 「준아동 포르노의 근거는」라는 제목의 공개질문장이 송부되는 사태가 되었다.
사진이나 영상에 관해서는 그것도 저작물 표현의 일종으로 생각할 때 지나치게 엄격한 규제는 표현의 자유나 공서양속과의 결합에서 문제가 되지만 특히 만화, 애니메이션, 게임 등의 경우 규제는 곧바로 표현의 자유 침해로 이어질 우려도 크다.
만화가 치바 테츠야도 정부의 창작물 규제는 과거 일본 제국이 제2차 세계대전 종료까지 했던 보도의 검열이나 정보조작과 유사하다며 법률 등으로 (창작물을) 규제해서는 안 된다는 의견을 밝힌 바 있다.
또한 미국 연방대법원의 위헌판결에서는 실재하는 아동의 학대를 수반하지 않는 가상의 아동 포르노는 표현의 자유에 우월한 공공복지라는 논리에 의해 규제되어서는 안 된다는 견해가 제시되어 있다.

## 성차별 의식의 조장에 대한 우려
준아동 포르노의 정의에는 '직접적인 피해자가 발생하지 않아야 할 게임 캐릭터'가 규제 대상에 포함되어 있지만, 참의원 의원 가미모토 미에코는 '게임 속에서 아동은 심한 학대를 받고 있고, 게다가 아동은 '학대를 당해서 다행이다'('학대 의도가 어느새 화간이 된다')라고 하는 구조로 되어 있다'라고 하여 우려를 표명하고 있다. 덧붙여서 아동학대의 방지 등에 관한 법률(아동학대방지법)에서는 아동에 대한 성적 학대를 '아동에게 외설적인 행위를 하는 것 또는 아동에게 외설적인 행위를 하게 하는 것'이라고 정의하고 있다.
ECPAT/스톱 어린이 매춘의 모임의 공동 대표 나카하라 마스미는 잡지의 취재에서, 「표현되고 있는 아이가 실재하고 있는지 아닌지가 아니라, 아이를 성적인 대상=물건으로서 취급해서는 안 된다」라고 한 후, 「아이를 성적 학대의 대상으로서 그린 아동 포르노는, 아이를 그러한 대상으로서 사용해도 좋다라고 하는 의식을 일반화하거나 조장한다」라고 주장했다.
또 포르노그래피의 존재 자체가 여성의 육체를 남성의 즐거움을 위해 이용하는 성차별적 제도로 규정하는 래디컬 페미니즘 단체인 포르노 성매수 문제 연구회(ja:ポルノ・買春問題研究会)는 가장 무력하고 수동적이며 저항력이 약하며 지배하기 쉬운 대상으로서의 소녀와의 성적 행위를 망상하는 것은 이 (현대사회 남성의) 지배적 성생활의 핵심 부분과 완전히 부합한다고 주장하며 후술하는 미야다이 신지를 성적 리버럴리즘 조류의 대표자로 비판했다.
한편, 사회학자 미야다이 신지(ja:宮台真司)는 「타인들(의 권리)을 침해하지 않는데도 불구하고 특정한 생활방식을 정치권력이 부정한다」는 것은, 리버럴리즘의 핵심인 타인 위해의 원칙을 몰각해, 「근대 사회의 정통성을 스스로 부정」하는 것으로, 절대로 용서할 수 없다고 주장하고 있어, 연령별 구입 제한의 철저한 대처를 제언했다.

### 집단으로서의 어린이의 인권
나카하라 마스미(中原眞澄)는 '또 하나는 실재하는 어린이의 권리를 지키는 것과 동시에 집단으로서의 어린이의 권리를 지킨다는 점에 대해 우리는 매우 관심이 있었다'고 말했다.
이것에 관해서, 전술의 포르노·매춘 문제 연구회의 대표로, 후쿠시마 대학 준교수인 나카자토 미히로(캠페인의 호소인의 한 사람)는 래디컬·페미니즘의 입장으로부터, 비록 그것이 픽션일지라도, 포르노가 그 대상으로 하는 특정 집단에의 차별을 「조장」시킬 수도 있다고 하는 염려를 표명했다.
이에 대해 일본 유니세프협회는 1999년에 아동 포르노 금지법이 성립되었을 때, 아동 포르노 금지법상의 '아동 포르노'의 정의로부터 '그림(정보의 기록 수단·형식으로서의 그림)'과 단순 소지 규제가 제외되었기 때문에, 인터넷상의 (좁은 의미의, 실재하지 않는 아이의 포르노를 포함하지 않는) 의사 어린이 포르노가 규제 대상에서 제외된 것을 지적하고, '법률은 구체적인 개인법익 침해에 대처하는 것이라고 하는 생각'을 넘어설 필요가 있다고 하여, '집단으로서의 '어린이'의 '기본적 인권'(어린이 일반의 인권)이라고 하는 생각을 일본에서 수용할 수 있다.이러한 집단으로서의 아동 인권론은 래디컬 페미니즘의 집단으로서의 여성 인권론에서 유래한 것으로 추측된다. 게다가 일본 유니세프 협회는 2003년 9월 5일에, 실재의 어린이를 모델로 한 코믹, 을 포함한 「어린이 포르노」의 단순 유지 규제가 필요한 이유로서 「어린이 포르노」는 사회법익을 침해하기 때문이 아니라, 어린이의 존엄이라고 하는 개인법익을 침해하기 때문에, 범죄인 것이라고 생각하고 있다」라고 해, 상기의 생각을 명확히 했다. 또, 2008년 3월 11일부터, 「없자! 어린이 포르노 캠페인'을 개시해, 실재하지 않는 어린이 포르노에 대한 규제의 필요성을 호소하게 되었다.

### 보호법익의 문제
또, 규제파에서는 가공의 인물에 대해서는 「준아동 포르노」로서 취급해, 이것들도 아동 포르노법에 의해 규제해야 한다고 하는 활동이 행해지고 있다. 이에 대해서는 아동포르노법이 실재하는 아동의 보호(개인법익)를 그 본뜻으로 하고 있는 관계에서 실재하지 않는 아동을 취급한 창작물을 아동포르노법에 의해 규제하는 것에는 신중 의견도 뿌리깊다.
한편, 자민당의 타카이치 사나에는, 아이를 성의 대상으로 하는 사회적 풍조를 조장할 가능성이 높다고 보여지는 창작물에 대해, 그 규제를 가능하게 하기 위해서, 개인법익으로부터 사회법익으로 중점을 옮기는 것을 검토할 필요성을 시사하고 있다[117].이 점, 재판실무에서는 여전히 실재의 아동에 한정되어 있기는 하지만, 그러나 사회법익도 보호법익으로 한 판례가 이미 많이 나와 있는 것도 사실이다[118][119]. 또한, 원보다 어린이 참의원이 중의원법무위원회에서 18세 미만의 '아동을 성의 대상으로 보지 않는 건전한 사회를 유지하는 것도 이 법안에서는 목적으로 하고 있습니다'라고 하여 현행법에서도 부수적으로나마 사회법익도 대상으로 한다는 취지의 답변을 하고 있다[120].
후쿠시마 미즈호는 '아동성매춘, 아동포르노와 관련된 행위 등의 처벌 및 아동의 보호 등에 관한 법률'(아동포르노 금지법)의 제정 목적은 성피해로부터 (실존하는) 아동의 인권을 지키는 '개인적 법익의 보호'로 결코 '추상적인 사회적 법익'(음담패설 반포죄의 보호법익으로서의 선량한 풍속) 보호의 견지에서가 아니었다[100]고 지적하고, 실재 아동이 사진을 찍히는 경우 성피해로부터 보호할 필요가 있지만 '실물을 찍은 사진 이외의 애니메이션이나 만화를 규제하는 것에는 문제가 있다'[100](원문 그대로)는.

### 표현규제에 의한 위축효과
준아동 포르노의 규제는 이른바 「[[|모에|모에 문화]]」, 「모에 산업」이라고 하는 컨텐츠의 파괴로 이어져 일본이 세계에 자랑해야 할 만화, 애니메이션, 게임 산업을 위축시키는 것은 아닌가 하고 염려하는 소리도 있다.

### 현대법과의 관계
준아동 포르노를 규제해야 한다면, 아동 포르노 규제법이 아닌 일반 음란물에 적용되는 법을 적용하면 된다는 지적이 있다.
현재 매장에 진열되어 있는 포르노그래피를 규제하고 싶다면, 굳이 아동 포르노의 카테고리에서 새롭게 입법화하지 않아도 현행 음란물 진열죄(형법 175조)를 적용하면 처벌 가능하다는 지적도 일본변호사연합회[101] 등에서 이루어지고 있다[137]. 그러나 동조의 단속 대상은 '음란물'이며, 시대나 판례에 따라 변천은 있지만, 현재로서는 '성기의 노골적인 묘사'가 단속 대상이며, '포르노그래피'의 단속으로서는 범위가 너무 좁다.

### 누명의 염려
아동 포르노의 단순 소지가 금지된 경우 아동 포르노를 우편이나 전자 메일로 송부하면 상대가 개봉하거나 화상을 클릭한 현장을 확보하면 그 자리에서 현행범 체포가 가능하기 때문에 마음에 들지 않는 상대에게 고의로 아동 포르노를 송부하면 사회적 말살이 가능해진다는 지적이다. 또한 미국에서는, 아동 포르노의 「속이기 링크」를 클릭한 것 뿐인 사람이, 아동 포르노 처벌법 위반 혐의로 미 연방 수사국(FBI)에 기소되는 사례도 발생하고 있다.
단순 소지가 법적으로 규제되고 있는 미국이나 영국에서는 이미 유사한 사건이 발생하고 있다. 더욱이 사용자가 눈치채지 못하도록 컴퓨터 내에 아동 포르노를 축적하고 일정 기간이 지난 곳에서 경찰에 익명으로 자동 신고하는 컴퓨터 바이러스가 개발되면 무고죄로 인한 체포자가 대량으로 발생할 위험성이 지적되고 있다.민주당의 국회 의원으로부터는 「수사권이 쓸데없이 퍼질 가능성이 있다」는 염려가 표명되었다.

## 같이 보기
- 아동 포르노
- 아동·청소년의 성보호에 관한 법률
- 아동매춘, 아동포르노에 관한 행위 등의 규제 및 처벌 및 아동의 보호 등에 관한 법률
- 로리콘
- 검열